# طائفة تشاكي
طائفة تشاكي (بالإنجليزية: Cult of Chucky)‏ هو الفيلم السابع من سلسلة أفلام الرعب «الدمية القاتلة». صدر في الولايات المتحدة سنة 2017.

## طاقم التمثيل
- فيونا دوريف بدور نيكا بيرس
- أليكس فينسنت بدور اندي باركلاي
- براد دوريف بدور شارلز لي راي/ تشاكي
- جنيفر تيلي بدور تيفاني

## قصة الفيلم
يبدأ الفيلم بشاب يجلس برفقة فتاة في أحد المطاعم تخبره أنها بحثت وعرفت أن له تاريخ مظلم ومجهول تقرر الفتاة أن تتركه بعد أن تعرف أن أندى – بطل الجزء الأول من سلسلة أفلام تشاكي – هناك لعنة ما تلاحقه فقد قتل بسبب دميته تشاكي ما يزيد عن ثمانين شخص
يعود أندي إلى المنزل ويخرج رأس دمية تشاكي المشوهة والتي يحتفظ بها في خزانة مقيدة بالحديد يخبره أنه أصبح وحده مرة أخرى بسبب وجوده في حياته يتحدث معه رأس تشاكي بتعالي ويخبره أنه لن ينتهي أبدًا في سياق أخر تظهر السيدة المقعدة نيكا والتي اتهمت بقتل أسرتها تتلقى جلسات صدمات كهربائية لأن الجميع لا يصدق أنها بريئة وأن من قام بكل هذه الكوارث هو مجرد دمية يضعونها في جناح المجرمين الخطرين في مستشفى الأمراض العقلية
ما زالت هي مقتنعة أنها لم تقتل أسرتها وأن تشاكي هو من فعل ذلك لكنها لا تصرح بذلك لأن لا أحد سيصدقها تتعرف على عدد من المرضى وتبدأ أول الجلسات العلاج الجماعي زملاءها رجل يتخيل نفسه أشخاص آخرون جميعهم مشاهير .
وأخرى شديدة التحكم والحزم وسيدة عجوز تعتقد أنها ميتة وأنها شبح لا يراها أحد أما أخر الزملاء فهي سيدة قتلت رضيعها لأنه كان يبكي باستمرار وتحيا بعقدة الذنب ولا تصدق فعلتها وتعتقد أن طفلها مازال حي .
تخبر السيدة العجوز نيكا أن تشاكي تحدث إليها بالأمس وأخبرها أنه قادم من أجل قتلها لا يصدقها أحد ويعتقدون أنها تقول أي شيء يخرج الطبيب المعالج دمية تشاكي لأنه يعتقد أنها ستكون جيدة لعلاج الجميع فالجميع له مشكلة ستتمكن الدمية من حلها ستواجه نيكا مخاوفها ووالدة الطفل سترى في الدمية طفلها .

## التكملة
أكد مخرج الفيلم دون مانشيني على وجود جزء جديد من سلسلة الدمية القاتلة ولكن بتقنية احدث حيث سيستخدم تشاكي اسلوب القتل ولكن عن طريقة التكنولوجيا الحديثة
وأطلق هذا الفيلم عام 2019

## وصلات خارجية
- طائفة تشاكي على موقع IMDb (الإنجليزية)
- طائفة تشاكي على موقع روتن توميتوز (الإنجليزية)
- طائفة تشاكي على موقع قاعدة بيانات الأفلام العربية
- طائفة تشاكي على موقع ألو سيني (الفرنسية)
- طائفة تشاكي على موقع Turner Classic Movies (الإنجليزية)
- طائفة تشاكي على موقع أول موفي (الإنجليزية)
- طائفة تشاكي على موقع فيلمافينيتي (الإسبانية)
- طائفة تشاكي على موقع قاعدة بيانات الفيلم (الإنجليزية)
- طائفة تشاكي على موقع ليتربوكسد (الإنجليزية)
- طائفة تشاكي على موقع كينوبويسك (الروسية)